# Demanga sooknana
Demanga sooknana är en insektsart som beskrevs av William Lucas Distant 1908. Demanga sooknana ingår i släktet Demanga och familjen hornstritar. Inga underarter finns listade i Catalogue of Life.